# Osella FA1E
Chronologie des modèles (1983-1984)
Osella FA1D Osella FA1F
L'Osella FA1E est une monoplace de Formule 1 engagée par l'écurie italienne Osella dans le cadre du championnat du monde de Formule 1 1983. Elle est pilotée par les Italiens Piercarlo Ghinzani et Corrado Fabi. En 1984, la FA1E est engagée lors du Grand Prix de Saint-Marin, et confiée à l'Autrichien Jo Gartner.

## Historique
L'Osella FA1E est engagée sur quatorze courses et ne termine que le Grand Prix d'Autriche 1983 où Corrado Fabi se classe dixième, derrière John Watson et devant son coéquipier Piercarlo Ghinzani. La monoplace enchaîne les non-qualifications et les abandons sur problèmes techniques.

## Résultats en championnat du monde de Formule 1
| Saison | Écurie               | Moteur              | Pneus    | Pilotes            | Courses | Courses | Courses | Courses | Courses | Courses | Courses | Courses | Courses | Courses | Courses | Courses | Courses | Courses | Courses | Courses | Points inscrits | Classement |
| Saison | Écurie               | Moteur              | Pneus    | Pilotes            | 1       | 2       | 3       | 4       | 5       | 6       | 7       | 8       | 9       | 10      | 11      | 12      | 13      | 14      | 15      | 16      | Points inscrits | Classement |
| ------ | -------------------- | ------------------- | -------- | ------------------ | ------- | ------- | ------- | ------- | ------- | ------- | ------- | ------- | ------- | ------- | ------- | ------- | ------- | ------- | ------- | ------- | --------------- | ---------- |
| 1983   | Osella Squadra Corse | Alfa Romeo 1260 V12 | Michelin |                    | BRÉ     | EUO     | FRA     | SMR     | MON     | BEL     | EUE     | CAN     | GBR     | ALL     | AUT     | P-B     | ITA     | EUR     | AFS     |         | 0               | Non classé |
| 1983   | Osella Squadra Corse | Alfa Romeo 1260 V12 | Michelin | Corrado Fabi       |         |         |         |         |         |         |         |         | Nq      | Nq      | 10e     | 11e     | Abd.    | Nq      | Abd.    |         | 0               | Non classé |
| 1983   | Osella Squadra Corse | Alfa Romeo 1260 V12 | Michelin | Piercarlo Ghinzani |         |         |         | Nq      | Nq      | Nq      | Abd.    | Nq      | Abd.    | Abd.    | 11e     | Nq      | Abd.    | Abd.    | Abd.    |         | 0               | Non classé |
| 1984   | Osella Squadra Corse | Alfa Romeo 1260 V12 | Pirelli  |                    | BRÉ     | AFS     | BEL     | SMR     | FRA     | MON     | CAN     | DET     | DAL     | GBR     | ALL     | AUT     | P-B     | ITA     | EUR     | POR     | 0               | Non classé |
| 1984   | Osella Squadra Corse | Alfa Romeo 1260 V12 | Pirelli  | Jo Gartner         |         |         |         | Abd.    |         |         |         |         |         |         |         |         |         |         |         |         | 0               | Non classé |

Légende : ici 